# Dragan Maršićanin

Dragan Maršićanin

Dragan Maršićanin (Драган Маршићанин) (Belgrado, 1950) foi Ministro da Economia da Sérvia, mas se afastou do cargo quando decidiu concorrer para presidente em 2004. Mais tarde, ele renunciou ao cargo quando foi indicado como embaixador de Sérvia e Montenegro na Suíça, em julho de 2004. Seu substituto como ministro foi Predrag Bubalo, em outubro de 2004.
Nas eleições presidenciais da Sérvia de 2004, Maršićanin terminou em quarto, com 13,3% dos votos.
Ele foi o presidente da Assembleia Nacional da Sérvia por dois mandatos e o Presidente da Sérvia interino.
Maršićanin se formou na Faculdade de Economia, Universidade de Belgrado. Quando ele deixou a universidade, trabalhou para companhias como a Elektron, a Novi Kolektiv e a Belgrade Water Utility Company. Ele é membro do Partido Democrata da Sérvia desde a fundação do mesmo. Por um tempo, ele foi o secretário do partido e atualmente é o vice-presidente. Ele serviu como presidente da municipalidade de Vračar em Belgrado até 1996.